# Vnitroněmecká státní hranice

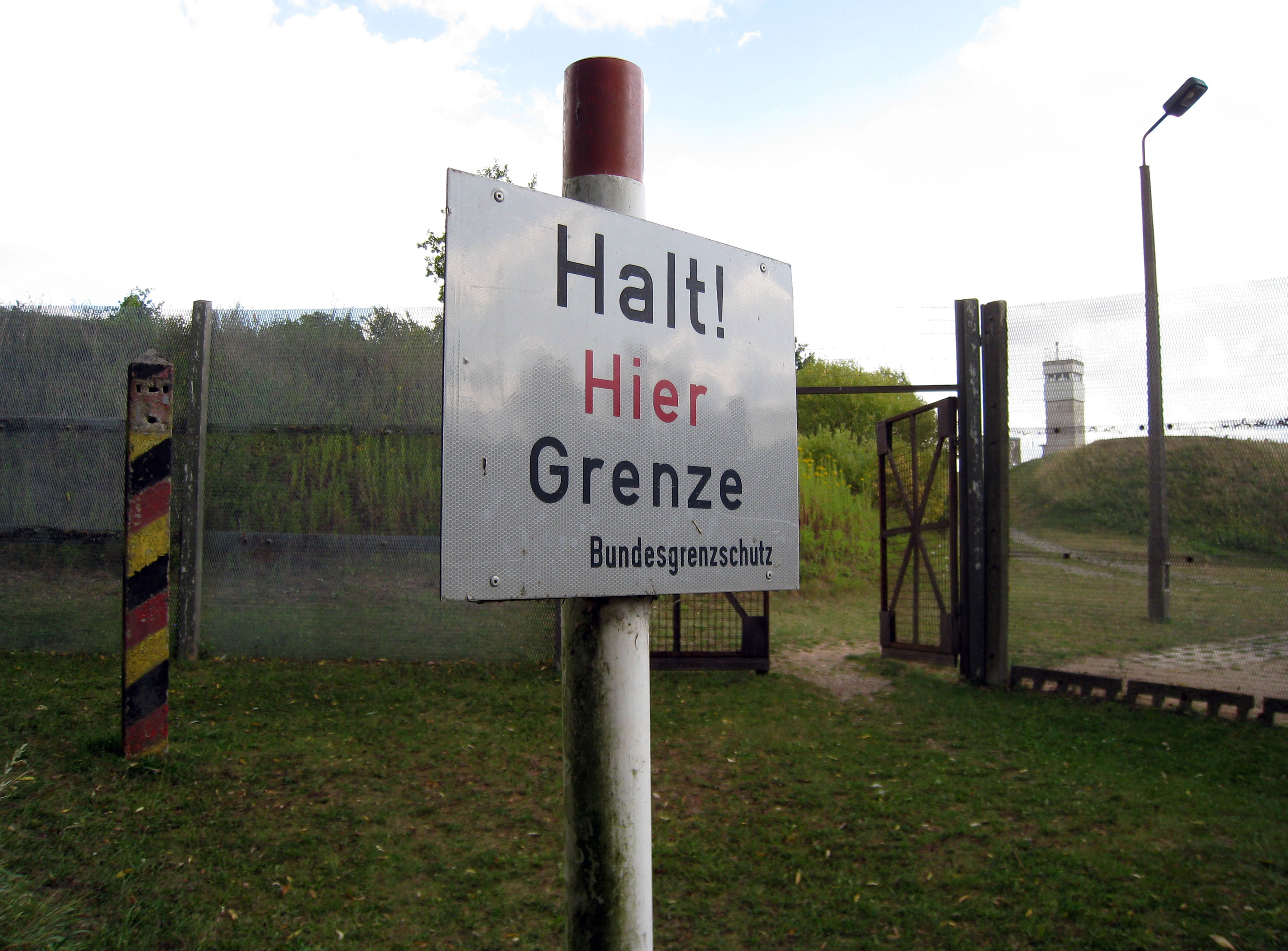
Pohled na vnitroněmeckou hranici ze západoněmecké strany

Vnitroněmecká hranice (německy innerdeutsche Grenze) bylo označení státní hranice mezi Německou demokratickou republikou (Východní Německo) a Německou spolkovou republikou (Západní Německo) v letech 1949 až 1990. Označení nezahrnovalo hranici mezi Západním Berlínem a Německou demokratickou republikou, kde byla postavena Berlínská zeď.

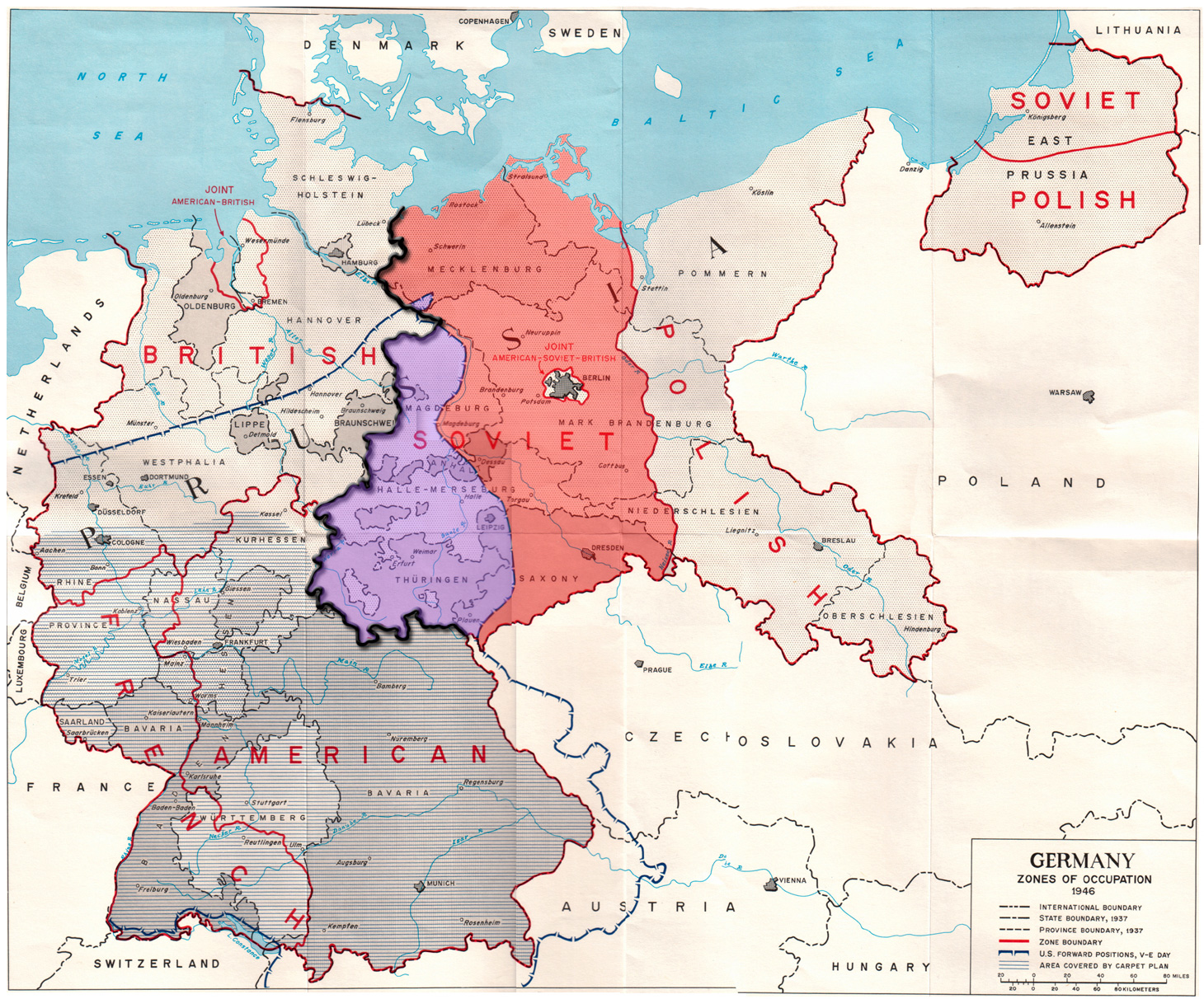
Hranice mezi okupačními zónami - předchůdce vnitroněmecké hranice

Vnitroněmecká hranice byla 1 393 km dlouhá a táhla se od hranic s Československem až k Baltskému moři. Na východoněmecké straně byla silně opevněná, zaminovaná a hlídalo ji přibližně 50 000 východoněmeckých pohraničníků. Na západoněmecké straně ji vedle západoněmeckých pohraničníků střežily též britské a americké jednotky.
Hranice překračovala také několik řek, např. procházela středem Labe. Východo- i západoněmecká pohraniční služba disponovala řadou plavidel a přísně hlídala jakékoliv překročení hranice. Později byly z východoněmecké strany vybudovány na některých místech na březích řek betonové zdi, resp. ploty, které měly zabránit případnému nelegálnímu překročení linie vodním tokem.

## Historie
Vnitroněmecká hranice fakticky vznikla 1. července 1945 jako hranice mezi americkou a britskou okupační zónou Německa na jedné straně a sovětskou okupační zónou Německa na straně druhé. V roce 1949 se stala hranicí mezi dvěma německými státy. Až do roku 1952 byla fakticky volně prostupná. Později byl postupně režim na hranici zpřísňován, především v souvislosti se stále rostoucím počtem emigrantů z Východního Německa do Spolkové republiky Německo. Hranice byla ustanovena v oblasti, kterou procházela celá řada silničních a železničních komunikací. Procházelo přes ní 10 hlavních a 24 regionálních železničních tratí a okolo sto šedesáti silnic.
V roce 1990 došlo v důsledku sjednocení Německa k jejímu zániku.
Dnes je bývalá vnitroněmecká hranice spolkovou hranicí mezi spolkovými zeměmi Německé spolkové republiky. Krátké její úseky jsou zachovány a slouží jako muzeum. V místě bývalého hraničního pásma byl zřízen tzv. Evropský zelený pás.

## Politika
Východní Německo zdůrazňovalo potřebu hranice jako ochranného valu proti západní agresi a západní země, případně NATO vykreslovalo jako útočníky. V Západním Německu byla považována za demarkační linii Sovětské okupační zóny, bez toho, aniž by byl jakkoliv uváděn název Německé demokratické republiky jako suverénního státu. Zatímco ve Východním Německu bylo cílem zřídit okolo hranice co nejdelší hraniční pásmo a vystěhovat obyvatele vesnic, kteří žili v naprosté blízkosti hranice, v západním Německu se často k fortifikační linii s východním sousedem konaly výpravy. Podél obou stran hranice byly často umisťovány propagandistické plakáty a vypouštěny nádoby s letáky. „Letáková válka“ byla ukončena v 70. letech, kdy oba německé státy podepsaly dohodu o normalizaci vzájemných vztahů.